# Campionati del mondo di atletica leggera indoor 2012 - Salto con l'asta maschile
Il salto con l'asta maschile si è tenuto il 10 marzo alle 17:00. Hanno partecipato 10 atleti da 7 nazioni, che si sono qualificate al mondiale con almeno 5,72 m.

## Risultati
| Pos | Nome                   | Nazione                | 5.50 | 5.60 | 5.70 | 5.75 | 5.80 | 5.85 | 5.90 | 5.95 | 6.00 | 6.02 | Result | Notes |
| --- | ---------------------- | ---------------------- | ---- | ---- | ---- | ---- | ---- | ---- | ---- | ---- | ---- | ---- | ------ | ----- |
| 1   | Renaud Lavillenie      | Francia (bandiera)     | -    | xo   | -    | o    | xo   | o    | xo   | o    | x-   | xx   | 5.95   | WL    |
| 2   | Björn Otto             | Germania (bandiera)    | xo   | -    | o    | -    | xo   | -    | xxx  |      |      |      | 5.80   |       |
| 3   | Brad Walker            | Stati Uniti (bandiera) | -    | xo   | -    | x-   | xo   | -    | xx-  | -    | x    |      | 5.80   |       |
| 4   | Malte Mohr             | Germania (bandiera)    | -    | xxo  | -    | o    | -    | xxx  |      |      |      |      | 5.75   |       |
| 5   | Lázaro Borges          | Cuba (bandiera)        | o    | o    | xo   | -    | xxx  |      |      |      |      |      | 5.70   |       |
| 5   | Steven Lewis           | Regno Unito (bandiera) | o    | -    | xo   | -    | xxx  |      |      |      |      |      | 5.70   |       |
| 7   | Konstadínos Filippídis | Grecia (bandiera)      | o    | xo   | xo   | -    | xxx  |      |      |      |      |      | 5.70   |       |
| 8   | Romain Mesnil          | Francia (bandiera)     | o    | -    | xxx  |      |      |      |      |      |      |      | 5.50   |       |
| 9   | Dmitry Starodubtsev    | Russia (bandiera)      | xo   | -    | xxx  |      |      |      |      |      |      |      | 5.50   |       |
| NM  | Scott Roth             | Stati Uniti (bandiera) | xxx  |      |      |      |      |      |      |      |      |      | NM     |       |